# Meruoca
Meruoca är en kommun i Brasilien.   Den ligger i delstaten Ceará, i den östra delen av landet, 1 600 km nordost om huvudstaden Brasília. Antalet invånare är 13 693.
Omgivningarna runt Meruoca är huvudsakligen savann. Runt Meruoca är det ganska tätbefolkat, med 230 invånare per kvadratkilometer.